# Cantonul Château-Thierry
Cantonul Château-Thierry este un canton din arondismentul Château-Thierry, departamentul Aisne, regiunea Picardia, Franța.

## Comune
- Azy-sur-Marne
- Belleau
- Bézu-Saint-Germain
- Blesmes
- Bonneil
- Bouresches
- Brasles
- Château-Thierry (reședință)
- Chierry
- Épaux-Bézu
- Épieds
- Essômes-sur-Marne
- Étampes-sur-Marne
- Étrépilly
- Fossoy
- Gland
- Marigny-en-Orxois
- Mont-Saint-Père
- Nesles-la-Montagne
- Nogentel
- Verdilly